# キングス・ホワイト・ハウンド
キングス・ホワイト・ハウンド（英：King's White Hound）は、フランス原産のセントハウンドである。別名はシャン・ブラン・デュ・ロワ（Chien Blanc du Roi）。

## 歴史
本種は15世紀に作出された。1470年に貧しい地主がルイ11世に献上した、珍しい真っ白な毛色のセント・ヒューバートのスイヤールという名の犬が本種の起源である。スイヤールはアンヌ王女に贈られ、とても大切にされた。ちなみにこのスイヤールは定説ではセント・ヒューバートの白変種個体であるといわれているが、鼻がピンクで目がルビーのように紅かったという言い伝えから白変種ではなくアルビノであったとする説もある。この犬は後に贈られた白変種個体のセントハウンドの雄犬と交配され、それによって生まれた仔犬は全て美しいホワイトのコートであったため、これを気に入ったフランス国王が犬種として改良し、王家がパックで使う猟犬にすることを決めた。
キングス・ホワイト・ハウンドの作出にあたってイタリア原産のポインター種の犬やセントハウンド種の犬の血が加えられて犬質の強化が行われたが、本種の作出に関わった犬は全て白変種かホワイトの毛色の犬であった。1560年にはスコットランドのメアリー女王が贈った白い毛色のハウンド種の犬の血も加えられ、嗅覚と粘り強さが更に強化された。
キングス・ホワイト・ハウンドが初めて国内外に公開されたのはルイ14世の治世の頃で、本種が王家の誇りと至福の象徴であることを示し、シカ狩りの際は大きなパックで狩りを行う様子を貴族に公開した。尚、狩猟が終わって本種が犬舎に戻るときは必ず飼育係に体を洗ってもらってから帰宅した。純白の毛色は汚れやすく、泥や血はすぐに落とさないと落ちにくくなってしまうからである。又、この頃血統のリフレッシュのためにノルマン・ハウンドという現在は絶滅したセントハウンド種の犬種の血が加えられた。勿論これも白い毛色の犬が使われた。
非常に大切にされて隆盛を極めた本種であったが、18世紀になるとルイ15世によって王家のパックの犬はイングリッシュ・フォックスハウンドに変えられ、キングス・ホワイト・ハウンドのパックは解体され、フランス中に売り飛ばされてバラバラになってしまった。それから本種は保存されることなく異種交配が進み、子孫となった犬種に吸収されて絶滅してしまった。
しかし、本種は広い地域に散ったため、多くの犬種の先祖になり、ポルスレーヌやバンデーン犬種（グラン・グリフォン・バンデーン、ブリケ・グリフォン・バンデーン、グラン・バセット・グリフォン・バンデーン、プチ・バセット・グリフォン・バンデーンの4犬種）の作出にも大きく関わった。

## 特徴
セント・ヒューバートの子孫のため、垂れ耳は肩につくほど長い。引き締まったボディで、脚は長い。尾はサーベル形の垂れ尾で、飾り毛はない。コートはなめらかなスムースコートで、毛色はピュアホワイト（純白）に限られる。大型犬サイズの犬種で、嗅覚は特に優れていた。